# Анатолія
Анато́лія (грец. Aνατολή — «схід сонця») — історична назва внутрішніх районів Малої Азії, а часом і всього півострова. Тепер Анатолією називається азійська частина Туреччини. Місцевість переважно складається з гірського рельєфу.

## Походження назви
Назва походить з грецької мови й означає «схід сонця», або просто Схід. Ця назва з'явилася близько 3 000 років тому. Давні римляни називали її — «Близький Схід».

## Клімат
Туреччина — країна переважно гірська. У зв'язку з цим клімат країни носить в середньому гірський характер і риси континентального клімату. Літо у внутрішніх континентальних районах Туреччини повсюдно спекотне та посушливе, зими сніжні та холодні. На Егейському та Середземному морі клімат середземноморський, з більш м'якою зимою, стійкий сніговий покрив не утворюється. На Чорному морі клімат помірно-морський з характерними для нього теплим літом та прохолодною зимою. Середня температура взимку (у січні) становить приблизно +5 °C, влітку (у липні) – близько +23 °C. Опадів випадає до 1000-2500 мм на рік. Влітку середньодобова температура може перевищити 30 і (зрідка) 35 ° C, а спека може перевищити +40 ° C, але це буває порівняно рідко на південному узбережжі Туреччини. На південному сході Туреччини клімат має риси тропічного безлюдного, і вологість низька, на відміну від високої вологості на березі Чорного моря.

## Історія
Територія Анатолії в різні історичні періоди входила (повністю або в значній частині) до складу різних держав: Хеттське царство, Лідійське царство, Мідія, держава Ахеменідів, держава Олександра Македонського, держава Селевкидів, Понтійське царство, Пергам, Стародавній Рим, Візантія, Конійський султанат та інші.